# نجوم الغانم
 نجوم الغانم  فرزند ناصر (زاده ۱۹۶۲). یکی از شاعران، نویسندگان و کارگردانان زن در دولت امارات متحده عربی است. نام کامل وی ( نجوم ناصر الغانم ) است.
او مدیر مؤسسه مطالعات امارات و همچنین عضو هیئت سازمان میراث فرهنگی واثار امارت ابوظبی نیز است.

## زندگی
«نجوم الغانم» به سال ۱۹۶۲ میلادی در شهر دبی از توابع امارات متحده عربی زاده شد. وی در خانواده بزرگ «الغانم» و در خانهٔ پدرش واقع در دبی می‌زیست.
تحصیلات ابتدایی، راهنمایی و دبیرستان در مدارس محلهٔ سکونت خود در دبی پشت سر گذاشت. در سال ۱۹۹۶ میلادی لیسانس خود را در رشتهٔ تهیه و کارگردانی تلویزیون از دانشگاه ایالتی اوهایو دریافت کرد.
همچنین در سال ۱۹۹۹ مدرک فوق لیسانس در رشتهٔ کارگردانی سینما از دانشگاه گریفیث استرالیا دریافت کرد.

## آغاز شاعری
او در اواخر دههٔ هفتاد میلادی شروع به سرودن شعر نمود. اوایل اشعار خود را در روزنامه‌های محلی اماراتی چاپ نکرد، اما با آغاز سال ۱۹۸۹ میلادی اولین دیوان خود تحت عنوان: مساء الجنة به زیر چاپ برد.
بعد از آن مجموعه‌های شعری وی گسترش یافت و تاکنون شش دیوان به چاپ رسانده است. «نجوم الغانم» در گردهمایی شاعران و در جشنواره‌های بین‌المللی شعر در کشورهای مختلف جهان در جهان عرب و نیز کشورهای اروپایی شرکت کرده‌است.

## آثار
وی در آغاز دههٔ هشتاد میلادی سرودن شعر را آغاز کرد و تاکنون شش دیوان شعر به شرح زیر به چاپ رسانده است:
- «مساء الجنة» چاپ سال ۱۹۸۹ میلادی.
- «الجرائر» چاپ سال ۱۹۹۱ میلادی.
- «رواحل» چاپ سال ۱۹۹۶ میلادی.
- «منازل الجلنار» چاپ سال ۲۰۰۰ میلادی.
- «لا وصف لما انا فیه» چاپ سال ۲۰۰۵ میلادی.
- «ملائکة الاشواق البعیدة» چاپ سال ۲۰۰۸ میلادی.

## کارگردانی
الغانم چند فیلم را نیز کارگردانی کرده‌است. فیلم «المرید» که بلندترین فیلمی است که در امارات تهیه شده، یکی از ساخته‌های او است. فیلم‌هایی که نجوم الغانم کارگردانی کرده‌است عبارتند از:
- « المرید » تهیهٔ سال ۲۰۰۸ میلادی.
- « ما بین ضفتین » تهیهٔ سال سال ۱۹۹۹ میلادی.
- « ایس کریم » تهیهٔ سال ۱۹۹۷ میلادی.
- « الحدیقة » تهیهٔ سال ۱۹۹۷ میلادی.